# Аннелус Ньївенгейзен
Аннелус Ньївенгейзен (нід. Anneloes Nieuwenhuizen, 16 жовтня 1963) — нідерландська хокеїстка на траві.
Олімпійська чемпіонка 1984 року, бронзова призерка 1988 року.
Чемпіонка Європи 1984 року.
Переможниця Трофею чемпіонів 1986 року.